# Vjekoslav Klaić
Vjekoslav Klaić (Garčin, 21. lipnja 1849. – Zagreb, 1. srpnja 1928.), bio je hrvatski povjesničar, pisac, rektor zagrebačkog Sveučilšta, književnik i muzikolog. Djed je povjesničarke Nade Klaić.

## Životopis
Rodio se u Garčinu 1849. godine od oca Franje Žaverija Klaića, učitelja i majke Tekle rođene Jung. Na krštenju dobio je ime Aloysio Ferdinand Franjo. Budući hrvatski historiograf odgajan je u njemačkome duhu i jeziku, jer mu je majka bila Njemica. Školovao se u Varaždinu i Zagrebu, a književnost i glazba u sjemeništu više su ga zanimali od povijesti, a izvedene su mu i neke skladbe. Završio je Klasičnu gimnaziju u Zagrebu 1865. godine. U Beču je studirao povijest i zemljopis, a poslije završenoga studija, više od pedeset godina službovao je kao gimnazijski profesor. Predavao je u Klasičnoj gimnaziji od 1874. do 1879. godine i od 1882. do 1893. godine. Od 1893. godine počinje predavati opću povijest na Zagrebačkome sveučilištu, i uz manje prijekide ostaje na katedri do 1922. godine kada je umirovljen. 1893. godine postao je dopisnim a 1896. godine pravim članom JAZU/HAZU, a bio je i počasni doktor praškoga sveučilišta i vanjski član Češke akademije znanosti. Surađivao je u pravaškom tjedniku Hrvatskoj lipi (uređivao ga je 1875. godine) bio je dugogodišnji urednik Vienca (1882. – 1889.), te istodobno i osnivač orkestra i dirigent, promičući hrvatsku glazbu. Pisao je i uspjele pripovijetke i političke članke u hrvatskom duhu. 1882. godine osnovao je i do 1891. godine vodio Diletantski orkestar u Hrvatskome sokolu te je bio njegov dirigent. Zajedno s Vjenceslavom Novakom, pokrenuo je 1892. godine i uređivao mjesečni glazbeni časopis Gusle: časopis za svjetovnu i crkvenu glasbu. 1893. godine priredio je za tisak Hrvatsku pjesmaricu u kojoj je u manjoj mjeri i skladao (popijevka "Svraćanje"). Od 1910. godine član je Družbe "Braća hrvatskoga zmaja".
Umro je u Zagrebu 1. srpnja 1928. godine i pokopan je na zagrebačkome groblju Mirogoju.

## Znanstvena djelatnost
Monumentalno historiografsko djelo Povijest Hrvata, objavljeno kod Kuglija u pet knjiga (od 1899. do 1911.), nije, na žalost, uspio završiti. Ocjenjujući ovaj njegov rad, drugi veliki hrvatski povjesničar, Ferdo Šišić (1914.) ističe: "Izradbom, naučnom metodom i opširnošću Klaićevo djelo nadilazi sva dosadašnja djela te vrste u našoj historiografiji", dok Jaroslav Šidak kaže da "uza sve nedostatke, Klaićevo djelo ostaje u prikazu XV. i XVI. stoljeća po obilju svojih podataka, do danas nepremašeno". U nakladi Matice hrvatske Trpimir Macan priredio je za tisak Povijest Hrvata po drugi put 1982. godine.

## Važnija djela
- Prirodni zemljopis Hrvatske, Zagreb, 1878.
- Zemljopis zemalja u kojih obitavaju Hrvati, 1–3, Zagreb, 1880. – 1883.
- Poviest Bosne do propasti kraljevstva, Zagreb, 1882.
- Slavonija od X-XII vijeka, Zagreb, 1882.
- Pripoviesti iz hrvatske poviesti, 1–3, Zagreb, 1886. – 1891.
- Atlas za hrvatsku povjestnicu, Zagreb 1888.
- Povjest Hrvata od najstarijih vremena do svršetka XIX. stoljeća, 1–5, Zagreb, 1899. – 1911.
- Hrvati i Hrvatska. Ime Hrvat u historiji (povijesti) slavenskih naroda, Zagreb, 1890.
- Hrvatska pjesmarica: sbirka popjevaka za skupno pjevanje, Zagreb, 1893.
- Bribirski knezovi od plemena Šubić do god. 1347.: sa jednom rodoslovnom tablicom, Zagreb, 1897.
- Hrvatska plemena od XII. do do XVI. stoljeća, 1897.
- Krčki knezovi Frankapani, 1, Zagreb, 1901.
- Statut grada Zagreba: od god. 1609. i reforma njegova god. 1618., Zagreb, 1912.
- Život i djela Pavla Rittera Vitezovića: (1652. – 1713.), 1914.
- Zagreb 1910. – 1913., Zagreb, 1918.
- Knjižarstvo u Hrvata, Zagreb, 1922.
- Crtice iz hrvatske prošlosti, Zagreb, 1928.

## Priznanja
- 1925.: Počasni građanin grada Zagreba.[4]

## Nagrade
- 1876.: Nagrada iz zaklade Ivana N. grofa Draškovića, za djelo Prirodni zemljopis Hrvatske.
- 1900.:  Nagrada iz zaklade Ivana N. grofa Draškovića, za djelo Povjest Hrvata: od najstarijih vremena do svršetka XIX. stoljeća. Sv. 2: Treće doba: vladanje kraljeva iz raznih porodica (1301-1526). Dio 2: Od gubitka Dalmacije do Matije Korvina (1409-1457): sa 77 ilustracija[9]
- 1913.: Nagrada iz zaklade Ivana N. grofa Draškovića, za djelo Život i djela Pavla Rittera Vitezovića (1652. – 1713.): nagradjeno iz Zaklade Ivana grofa Draškovića za godinu 1913.